# Samoranovo
Samoranovo (bulgariska: Самораново) är ett distrikt i Bulgarien.   Det ligger i kommunen Obsjtina Dupnitsa och regionen Kjustendil, i den västra delen av landet, 50 km söder om huvudstaden Sofia.
Trakten runt Samoranovo består i huvudsak av gräsmarker. Runt Samoranovo är det glesbefolkat, med 10 invånare per kvadratkilometer.